# Nitocrella japonica
Nitocrella japonica är en kräftdjursart som beskrevs av Michiya Miura 1967. Nitocrella japonica ingår i släktet Nitocrella och familjen Ameiridae. Inga underarter finns listade i Catalogue of Life.